# Lindmania subsimplex
Lindmania subsimplex (лат. Lindmania subsimplex) — растение из рода Линдмания семейства Бромелиевые (лат. Bromeliaceae) подсемейства Питкерниевые (лат. Pitcairnioideae).

## Автор названия вида
Вид Lindmania subsimplex был изучен и описан известным американским ботаником Лайманом Брэдфордом Смитом, который специализировался на семействе Бромелиевые.

## Распространение
Растение Lindmania subsimplex встречается в Венесуэле, где оно является эндемичным видом.